# Kondehnen (Kreis Fischhausen/Samland)
Kondehnen war ein Gutsbezirk und Wohnplatz in der nach 1945 abgegangenen Ortschaft Schuditten im ehemaligen Kreis Fischhausen im Regierungsbezirk Königsberg der preußischen Provinz Ostpreußen des Deutschen Reichs.

## Geographische Lage
Das Gut lag in der historischen Region Ostpreußen, im Samland, etwa 22 Kilometer westnordwestlich der Stadt Königsberg, 15 Kilometer östlich der Stadt Fischhausen und vier Kilometer südlich des Dorfs Medenau.

## Geschichte

Gutshaus Condehnen, erbaut um 1780 (Sammlung Duncker)

Der Ortsname Kondehnen kommt im 13. Jahrhundert als Kandeyn oder Candeyn vor und gilt in der Geschichtsschreibung als Wohnort des legendären ‚alten Gedun‘, eines autochthonen Landwirts, bei dem der böhmische König Ottokar II. während seines Winter-Feldzug 1254 nach Samland, der dem Aufstand der Samen  galt, Erkundigen eingeholt hatte. 1301 verschreibt der samländische Bischof Siegfried den Erben des Samen Gedun ein Feld in der Gegend von Condehnen. Das Dorf wurde 1368 von Bischof Bartholomäus dem Senketen ohne Angabe der Hufenanzahl zu kölmischem Recht verliehen.  Candeyn als Gut findet sich in Urkunden von 1371 und 1401.
Im Mittelalter waren die von Albe Besitzer; im 15. Jahrhundert saß Martin Segeler von Gaudecker (* ca. 1385, auch Hans von Condehnen, genannt Wargen) auf Condehnen, der mit einer von der Albe aus dem Hause Condehnen vermählt war. Nach 1688 waren die zu Waldburg Besitzer, danach die Holstein-Beck, und nach 1776 die Dohna-Schlodien. Die Dohna-Schlodien erbauten um 1780 ein eingeschossiges Herrenhaus. Der Bau hatte zwei kräftige Flügelstümpfe und einen Mittelgiebel.
Nach 1820 ging der Besitz des Gutsbezirks an einen sächsischen Zweig der zu Dohna.
Die Regulierung der bäuerlichen und gutsherrlichen Verhältnisse wurde im Gutsbezirk Kondehnen im Jahr 1820 in Angriff genommen und war 1826 abgeschlossen; zur Gutsherrschaft hatten vor der Regulierung folgende Ortschaften gehört:
- Lindenau, 2 ½ km ostnordöstlich vom Hauptgut gelegen, mit einem Vorwerk und fünf Bauernhöfen (mit im Jahr 1933 155 und im Jahr 1939 186 Einwohnern).[8]  (Gegen Ende des 15. Jahrhunderts hatte sich der im Deutschordensstaat angesehene Hans von Lindenau im Besitz von Lindenau befunden, der 1518 kinderlos verstorben war.[9])

- Polleppen, 3 ½ km nordöstlich vom Hauptgut gelegen, Freigut und sechs Bauernhöfe

- Pollwitten, 2 ½ km nordöstlich vom Hauptgut gelegen, Vorwerk

- Dorotheenhof, 2 km südöstlich vom Hauptgut gelegen, Vorwerk

- Elendskrug (teilweise), 3 km südwestlich vom Hauptgut am Greibauschen Mühlenfließ gelegen, Dorf, später in Elenskrug umbenannt[10]

Unter den von Dorgau wurde das Gutshaus Mitte des 19. Jahrhunderts gotisierend umgebaut.
Im Jahr 1863 hieß der Rittergutsbesitzer Georgsohn, dessen Familie das Gut Condehnen auch noch 1885 besaß.
Im Jahr 1908 kaufte Alexander Graf von Keyserlingk (* 15. Mai 1869) das Gut, dessen Familie es auch noch 1919 in Besitz hatte.
Am 1. April 1927 hatte der Gutsbezirk Kondehnen eine Flächengröße von 541 ha, 56 ar und 62 m², und am 16. Juni 1925 hatte der Gutsbezirk 180 Einwohner. Am 30. September 1928 erfolgte die Eingliederung des Gutsbezirks Condehnen in die Landgemeinde Schuditten im Amtsbezirk Medenau.
Vor Ende des Zweiten Weltkriegs besetzte im Januar 1945 die Rote Armee die Region. Die Gutsbesitzer wurden 1945 von einer sowjetischen Truppe ermordet. Das Herrenhaus wurde völlig zerstört.
Nach Einstellung der Kampfhandlungen wurde die Region mit Schuditten zusammen mit der nördlichen Hälfte Ostpreußens von der Sowjetunion besatzungsrechtlich in eigene Verwaltung genommen. Das durch Kriegshandlungen zerstörte Dorf Schuditten wurde nach 1945 nicht wieder aufgebaut.

### Demographie
| Jahr | Einwohner | Anmerkungen |
| ---- | --------- | --- |
| 1782 | –         | adliges Gut, mit neun Feuerstellen (Haushaltungen), im Besitz des Grafen zu Dohna, eingepfarrt in Medenau gehörig |
| 1816 | 152       | Gut, adlige Besitzung, zum Kirchspiel Medenau gehörig                                                             |
| 1828 | 153       | [ 18 ] |
| 1831 | 161       | in zehn Häusern                                                                                                   |
| 1840 | 170       | adliges Gut, mit neun Wohnhäusern                                                                                 |
| 1852 | 157       | Gut |
| 1858 | 165       | in sieben Wohngebäuden, sämtlichEvangelische,                                                                     |
| 1864 | 166       | am 3. Dezember, Gutsbezirk                                                                                        |
| 1867 | 189       | am 3. Dezember, Gutsbezirk                                                                                        |
| 1871 | 176       | am 1. Dezember, Gutsbezirk, sämtlich Evangelische                                                                 |
| 1910 | 114       | am 1. Dezember, Rittergut                                                                                         |
| 1925 | 180       | am 16. Juni 1925                                                                                                  |